# 伊拉蒂森林
伊拉蒂森林（法語：Forêt d'Iraty，法語發音：[fɔʁɛ diʁati]）是巴斯克地区的一片森林，横跨法国大西洋比利牛斯省和西班牙纳瓦拉自治区，占地17194公顷。